# Go-Fukakusa
Keizer Go-Fukakusa (後深草天皇, Go-Fukakusa-tennō, 28 juni 1243 - 17 augustus 1304) was de 89e keizer van Japan, volgens de traditionele opvolgvolgorde. Hij regeerde van 16 februari 1246 tot 9 januari 1259.
Go-Fukakusa was vernoemd naar de voormalige keizer Ninmyo, bijgenaamd Fukakusa. Het voorvoegsel go- (後), kan worden vertaald als “later” of “tweede”, waardoor zijn naam vrij vertaald “Fukakusa de tweede” betekent. Zijn persoonlijke naam (imina) was Hisahito (久仁). Hij was de tweede zoon van keizer Go-Saga.
Go-Fukakusa kwam op tweejarige leeftijd op de troon, terwijl zijn vader voor hem regeerde als Insei-keizer. In 1259 moest Go-Fukakusa op aandringen van zijn vader aftreden ten gunste van zijn broer, Kameyama. In 1287 werd Go-Fukakusa zelf Insei-keizer voor keizer Fushimi.
In 1290 werd Go-Fukakusa priester en trok zich terug als Insei-keizer. Hij stierf in 1304.
* Regent Jingu staat niet op de traditionele lijst.